# Harcuvar Mountains
Die Harcuvar Mountains (Yavapai: Ahakuwa) sind ein Gebirgszug im Yavapai und La Paz County im Bundesstaat Arizona in den Vereinigten Staaten.

## Geographie
Die Berge liegen innerhalb der Sonora-Wüste im Westen des Bundesstaats und verlaufen über etwa 40 bis 45 km Länge von Nordwesten nach Südosten. Den höchsten Punkt bildet der Smith Peak mit 1598 m Höhe. Im Nordwesten werden sie vom Butler Valley und im Südosten vom McMullen Valley umgeben. Das Gebiet ist nur schwer zugänglich, einzige Straße ist die Alamo Road, die vom U.S. Highway 60 bei Wenden abzweigt und über den Cunningham Pass die Berge kreuzt. Ein Teil der Harcuvar Mountains ist durch die Harcuvar Mountains Wilderness geschützt.